# 東菜市
臺南市東菜市公有零售市場，簡稱東菜市，為台南市中西區青年路的一座傳統市場，成立於明治42年（1909年）11月，為台南市繼西市場後的第二個現代化公設市場，市場內部至今還存有當初建造的建物。
因附近多廟宇，早期曾有「夭鬼埕」（Iau-kuí-tiânn）的謔稱。市場的主入口位於青年路上，位於萬昌街的入口設有平面停車場。

## 沿革
在清領時期，東菜市附近因為有多數廟宇和台灣府署等官署設施，也是台灣府城內人口密集的地區。在西市場於明治38年（1905年）成立後，因市區東部居民對於前往西市場採買感到不便，台南廳於是在明治42年（1909年），在第三元會境（岳帝廟）街魚菜市場附近興建了「東市場」，俗稱「東菜市」。東市場興建時其屋頂採用鋼架結構，其製工踏實穩固，市場內的鋪位採用檜木作為材料，至於洗石子的牆面時至今日亦斑駁保留。而東菜市前曾設有輕便鐵道通往仁德及關廟。除了日常採買的機能外，因鄰近山川台的牛馬車繫留場和日本憲兵分隊需要，東菜市也負責提供牛馬羊草料。
民國97年（2008年）成為全台第一座無菸傳統市場，並舉辦東菜市百周年慶活動。民國97年（2018年）舉辦了歡慶東菜市110週年促銷活動。

## 周邊
- 府城隍廟
- 東嶽殿
- 辜婦媽廟
- 奎樓書院

## 外部連結
- 臺南市東菜市公有零售市場的Facebook專頁